# Ľubomír Šatka
Ľubomír Šatka (ur. 2 grudnia 1995 w Ilavie) – słowacki piłkarz, występujący na pozycji obrońcy, w latach 2019–2023 w Lechu Poznań, od 2023 w Samsunsporze.

## Kariera klubowa
Treningi piłki nożnej rozpoczął w ósmym roku życia w MFK Dubnica. W czerwcu 2012 trafił do Newcastle United. W marcu 2014 podpisał profesjonalny kontrakt z pierwszą drużyną tego klubu, w której zadebiutował 3 stycznia 2015 w przegranym 0:1 meczu Pucharu Anglii z Leicester City. W styczniu 2016 został wypożyczony na miesiąc do York City, jednakże miesiąc później wypożyczenie zostało przedłużone do końca sezonu. 
W styczniu 2017 został wypożyczony na pół roku do DAC Dunajská Streda, natomiast w czerwcu tegoż roku podpisał z tym klubem trzyletni kontrakt z możliwością przedłużenia o kolejny rok. W czerwcu 2019 podpisał czteroletni kontrakt z Lechem Poznań. W sezonie 2022/2023 wystąpił dla Lecha w 12 spotkaniach, 26 maja 2023 poinformowano, że jego wygasająca z końcem sezonu umowa nie zostanie przedłużona.
23 czerwca 2023 podpisał trzyletni kontrakt z beniaminkiem Süper Lig Samsunsporem.

## Kariera reprezentacyjna
Młodzieżowy reprezentant Słowacji. W dorosłej kadrze zadebiutował 25 marca 2018 w wygranym 3:2 meczu finałowym Pucharu Króla z Tajlandią.

## Życie prywatne
Oprócz języka słowackiego deklaruje znajomość języków angielskiego i czeskiego.